# بریستول ۴۰۰

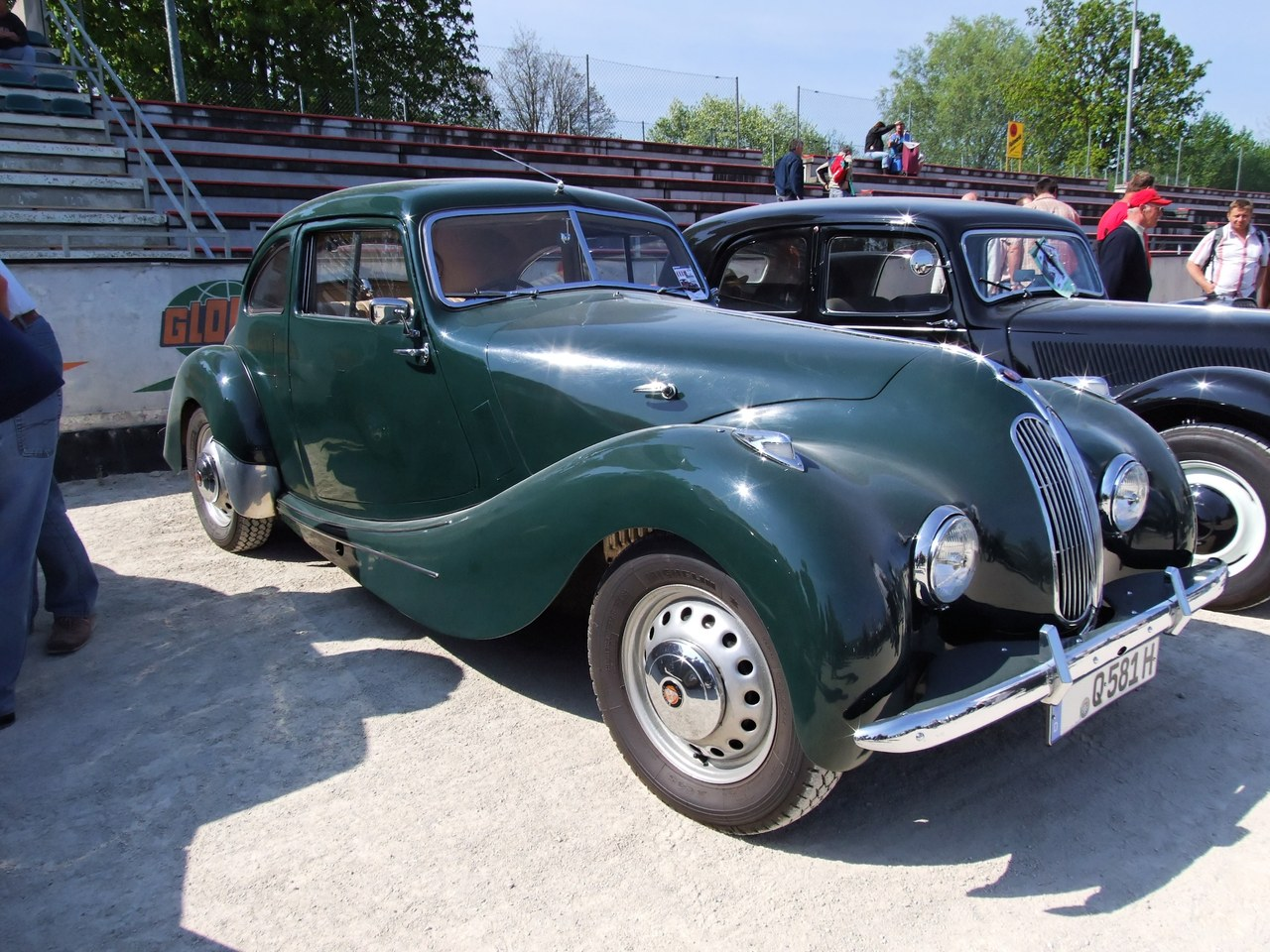

بریستول ۴۰۰ (Bristol ۴۰۰) خودرویی است که در سال‌های ۱۹۴۷–۱۹۵۰>۴۸۷ unitsتولید شده‌است.
این خودرو در کلاس سدان اسپورت قرار گرفته، طراحی آن خودروهای موتور جلو-محور عقب بوده است.
موتور آن ۱۹۷۱ سی‌سی است.